# 韋森 (密西西比州)
韋森（英語：Wesson）是位於美國密西西比州科派亞縣及林肯縣的城鎮。

## 人口
根據2020年美國人口普查的數據，韋森的面積為11.67平方千米，皆為陸地。當地共有人口1833人，而人口密度為每平方千米157人。